# Eleutherodactylus amadeus
Eleutherodactylus amadeus är en groddjursart som beskrevs av Hedges, Thomas och Franz 1987. Eleutherodactylus amadeus ingår i släktet Eleutherodactylus och familjen Eleutherodactylidae. IUCN kategoriserar arten globalt som akut hotad. Inga underarter finns listade i Catalogue of Life.